# (63609) Françoisecolas
(63609) Françoisecolas est un astéroïde de la ceinture principale.

## Description
(63609) Françoisecolas est un astéroïde de la ceinture principale. Il fut découvert le 20 août 2001 au Pic du Midi de Bigorre par l'observatoire du Pic du Midi de Bigorre. Il présente une orbite caractérisée par un demi-grand axe de 2,98 UA, une excentricité de 0,11 et une inclinaison de 2,0° par rapport à l'écliptique.

## Étymologie
Cet astéroïde est nommé en l'honneur de Françoise Colas. 